# إريش رودورفر
إريش رودورفر (من 1 نوفمبر 1917 إلى 8 أبريل 2016) أحد المقاتلين الألمان في لوفتفافه وكان أحد الأبطال الذين خدمو في سلاح الجو خلال الحرب العالمية الثانية بأكملها. لقد كان الطيار المقاتل السابع الأكثر نجاحًا في تاريخ الحرب الجوية، حيث حقق 222 انتصارًا. قاتل رودورفير في جميع مسارح الحرب الألمانية الرئيسية، بما في ذلك مسرح العمليات الأوروبي والمتوسطي والجبهة الشرقية. خلال الحرب طار أكثر من 1000 مهمة قتالية، شارك في القتال الجوي أكثر من 300 مرة. تم إسقاط رودورفير من قبل مقاتلي الجيش والمقاتلين 16 مرة واضطروا إلى القفز بالمظلة تسع مرات. الرائد إريش رودورفر بالتأكيد واحد من أكثر الطيارين الالمان تفنيا خدم في جميع مسارح الحرب منذ البداية في بولندا على غرار زميله بار. رودورفر طار في أكثر من ألف مهمة وأسقطت طائرته 16 مرة خلالها تسع مرات نزل فيها بالمظلة والباقي شملت الهبوط اضطراريا.
يحتل المركز السابع على قائمة معترف بها دوليا من أفضل الطيارين في تاريخ الحروب الجوية. شمل سجله أكثر من 300 رحلة قتالية في الجبهة الشرقية حقق خلالها 58 انتصارا على الطائرة المدرعة السوفيتية إيل-2 ستورموفيك طائرة الهجوم البري. وفي إحدى المناسبات في عام 1941 ادعى أنه اغرق غواصة بريطانية بالقرب من جزيرة بورتلاند ولكن البحرية الملكية ادعت خلاف ذلك.